# Silviu Iorgulescu
Silviu Cătălin Iorgulescu (Bukarest, 1946. július 28. –) egykori román válogatott labdarúgó, kapus, majd edző.

## Edzőként
1996 nyarán a Békéscsaba vezetőedzője lett. 2010 őszén az NB III-as Szabadkígyós trénere volt.

## Mérkőzései a román válogatottban
| #  | Dátum             | Ellenfél    | Eredmény | Kiírás              | Esemény |
| -- | ----------------- | ----------- | -------- | ------------------- | ------- |
| 1. | 1974. április 17. | Brazília    | 0 – 2    | barátságos mérkőzés |         |
| 2. | 1974. április 22. | Argentína   | 1 – 2    | barátságos mérkőzés |         |
| 3. | 1974. május 29.   | Görögország | 3 – 1    | barátságos mérkőzés | 46'     |
| 4. | 1974. december 4. | Izrael      | 1 – 0    | barátságos mérkőzés | 46'     |
| 5. | 1975. június 18.  | Dánia       | 2 – 1    | Olimpiai selejtező  |         |